# RS-805
Pour les articles homonymes, voir Route 805.
La RS-805 est une route locale du Centre-Ouest de l'État du Rio Grande do Sul reliant la BR-287, sur le territoire de la municipalité de São Pedro do Sul, à la commune de Jari. Elle dessert São Pedro do Sul, Toropi et Jari, et est longue de 45,250 km.